# Calamosaurus foxi
Calamosaurus foxi (gr. "lagarto quilla del rev. 
William Fox") es la única una especie conocida del género extinto Calamosaurus de dinosaurio terópodo, que vivió principios del período Cretácico, hace aproximadamente entre 130 a 112 millones de años, en el Barremiense en lo que es hoy Europa. Encontrado en la Formación Wessex de la Isla de Wight, Inglaterra se basa en dos vértebras cervicales,BMNH R901, recogidas por el Reverendo William Fox. Como un celurosauriano basal, Calamosaurus probablemente fue pequeño, ágil, bípedo y carnívoro. Se ha estimado que el tamaño de un individuo adulto pudo oscilar entre los 3 y 5 metros de largo, presentando, además, una cabeza pequeña dada la estructura de las vértebras del cuello.
Richard Lydekker se topó con estos huesos al catalogar la colección del reverendo Fox y nombrado por este  Calamospondylus foxi, notando las similitudes con Coelurus. Desafortunadamente, Calamospondylus ya había sido acuñado en 1866, ironicammente por el mismo Reverendo Fox, el mismo hombre honrado en Lydekker' nombre de la especie. Lydekker lo renombró a su actual nombre en 1891. También en este tiempo le refirió provisionalmente una 
tibia, BMNH R186, que perteneció a un celurosauriano basal similar a los  compsognátidos.
Debido a lo pobre de los restos ha recibido poca atención. A menudo, es sinonomizado con Calamospondylus como parte de un enredo taxonómico largo y confuso, aunque no hay material comparable entre ambos géneros. Revisiones modernas lo colocan como un terópodo dudoso, aunque es un celurosauriano potencialmente válido. En 2007 D. Naish y D. M. Martill consideraron a Calamosaurus dentro de Tyrannosauroidea.
En 2002 Paul Turner encontró una vértebra dorsal cerca de Grange Chine en la Isla de Wight. Un fragmento asociado de tibia parcial y metatarsiano fue descubierto posteriormente por Oliver Mattsson que se refirió a Calamosaurus. Otro espécimen referido a Calamosaurus fue recogido por el cazador de fósiles local Kai Bailey en 2014. Ambos especímenes están en exhibición en el Centro de Conservación y Palaeoart de Dinosaur Expeditions cerca de Brighstone, Isla de Wight. El cazador local de fósiles Dave Badman encontró una vértebra del cuello de un Calamosaurus cerca de Chilton Chine en la Isla de Wight. La vértebra recientemente descubierta se exhibió en el Dinosaur Isle Museum en Sandown, Isla de  Wight.